# Gmina Vändra
Gmina Vändra (est. Vändra vald) – gmina wiejska w Estonii, w prowincji Parnawa.
W skład gminy wchodzą 43 wsie: Allikõnnu, Aluste, Kaansoo, Kadjaste, Kaisma, Kalmaru, Kergu, Kirikumõisa, Kobra, Kose, Kullimaa, Kurgja, Kõnnu, Leetva, Luuri, Lüüste, Massu, Metsaküla, Metsavere, Mustaru, Mädara, Oriküla, Pärnjõe, Rae, Rahkama, Rahnoja, Reinumurru, Rõusa, Rätsepa, Samliku, Sikana, Sohlu, Suurejõe, Säästla, Tagassaare, Vaki, Venekuusiku, Veskisoo, Vihtra, Viluvere, Võidula, Võiera, Ünnaste.